# ألبرت إس. جيرار
ألبرت إس. جيرار هو أكاديمي بلجيكي، ولد في 1920، وتوفي في 1996.